# Hegedüs Géza
Hegedüs Géza (Budapest, 1912. május 14. – Budapest, 1999. április 9.) háromszoros József Attila-díjas magyar író, újságíró, költő, színházi szakíró, kritikus, egyetemi tanár.

## Életpályája
Hegedüs (Hirschl) Andor kereskedelmi utazó és Sonnenfeld Dóra gyermekeként született Budapesten, de szülővárosának mindig is Nagyváradot tartotta. Apai nagyszülei Hirschl Bernát és Schönberger Jetta, anyai nagyszülei Sonnenfeld Dávid és Goldziher Szidónia (1864–1918) voltak. Gimnáziumi tanulmányait a Markó utca állami főgimnáziumban végezte. 1935-ben jogi diplomát szerzett a Pázmány Péter Tudományegyetemen, ahol történelemből és irodalomból is lediplomázott. 1936–1940 között ügyvédjelölt volt.
1939–1946 között az Anonymus Könyvkiadó lektora és irodalmi vezetője. A második világháború során előbb katonaként szolgált, majd zsidó származása miatt munkaszolgálatos lett, végül koncentrációs táborba lett deportálva.
1945–1973 között a Színház- és Filmművészeti Főiskola művészetelméleti tanszékvezetője. 1946–1947 között a Köztársaság irodalmi rovatvezetője. 1946–1949 között Budapesten a városházán osztályvezető tanácsosként dolgozott, valamint a Pázmány Péter Tudományegyetem filozófiatörténet-tanára volt. 1947–1949 között a Jövendő irodalmi rovatvezetője és a Március Tizenötödike felelős szerkesztője. 1955–1957 között a Magvető Könyvkiadó igazgatója.
Jó barátságban állt Kosztolányi Dezsővel, Kassák Lajossal, Hóman Bálinttal, Lukács Györggyel. Elsősorban kultúrtörténeti regényeket, drámákat írt. "Hargitai Gábor" fedőnéven a kommunista állambiztonságnak dolgozott, aktívan jelentett a londoni magyar emigrációról, Ignotus Pálról, Faludy Györgyről és Szász Béláról. 1964-től a BM III/III Főcsoportfőnökség foglalkoztatta.

## Magánélete
1946–1982 között Balog Zsuzsanna volt a felesége. 1983-tól Semmelweis Margit volt a párja.

## Művei
- Anyagi büntetőjog az árpádházi királyok korában; s.n. Budapest, 1935 (Értekezések Eckhart Ferenc Jogtörténeti Szemináriumából)
- A mámor zendülői. Regény; Dante, Budapest, 1937
- Olaszország születése; Linea, Budapest, 1943
- Bálványrombolók; Urbányi Ny., Budapest, 1944 (Anonymus regénytár)
- A magántulajdon lázadása / Két isten árnyékában; Anonymus, Budapest, 1945
- A Szovjetunió és a vallás; Dante, Budapest, 1945 (Dante új könyvtár)
- Az emberi méltóság. Bevezetés az erkölcstanba; Anonymus, Budapest, 1945
- Budai Nagy Antal; Szikra, Budapest, 1946 (Szabad Föld könyvtára)
- Polgár Szilárd. Tanúvallomás a tegnap alkonyáról; ill. Győry Miklós; Anonymus, Budapest, 1946
- Szent István, az országépítő; Szikra, Budapest, 1946 (Szabad Föld könyvtára)
- Az oceán vándora. Mikluho-Maklaj életrajz-regénye; Franklin, Budapest, 1946
- A polgári irodalom stílusirányai; Parnasszus, Budapest, 1947 (Parnasszus könyvtár)
- Az istentelen Kulin bán. Történelmi regény; Dante, Budapest, 1947
- Bevezetés a magyar társadalomtörténetbe; Stúdió, Budapest, 1947
- Mátyás király; Szikra, Budapest, 1947 (Szabad Föld téli esték könyvei)
- Orosz könyvek között; Új Magyar Könyvkiadó, Budapest, 1947 (Új magyar ismeretterjesztő könyvtár)
- II. Rákóczi Ferenc; Szikra, Budapest, 1947 (Szabad Föld könyvtára)
- Negyvennyolcas kalendárium. 1848–1948; összeáll. Hunyadyné Balázs Éva, Hegedüs Géza; Székesfővárosi Irodalmi Intézet, Budapest, 1947
- A kalmár és a forradalom. Verses vígjáték; Kultúra, Budapest, 1948 (Új magyar könyvtár)
- A véres csillag; Budapest Irodalmi Intézet, Budapest, 1948 (Jó könyvek)
- Magyar irodalom; Szakszervezeti Tanács Oktatási Osztálya, Budapest, 1948
- Hunyadi János; Szikra, Budapest, 1948 (Szabad Föld téli esték könyvei)
- Magyar romantika; Budapest Irodalmi Intézet, Budapest, 1948 (Új könyvtár)
- Társadalomtörténet; MEFESZ soksz., Budapest, 1949 (Pedagógiai Főiskola előadásainak jegyzetei)
- A mindentudás városa. Történelmi regény; Dante, Budapest, 1949
- Az ember hídat épít; Athenaeum, Budapest, 1950
- Az erdőntúli veszedelem; Athenaeum, Budapest, 1950
- Irodalmunk harca a nemzeti függetlenségért; Irodalomtörténeti Társaság, Budapest, 1951 (Vezérfonal városi előadók számára)
- Kievi küldetés; Ifjúsági, Budapest, 1951 (Fiatalok könyvtára)
- Megkondulnak a harangok. Regény; Szépirodalmi, Budapest, 1951
- Zálogba tett város. Elbeszélés; Szépirodalmi, Budapest, 1951
- Zálogosdi bécsi módra (elbeszélés, 1951)
- A szovjet irodalom a nagy honvédő háború után; Művelt Nép, Budapest, 1952 (Vezérfonal városi előadók számára)
- Hajnal a tárnák fölött; Ifjúsági, Budapest, 1952
- Sztálinváros. Kifestőkönyv. Szecskó Tamás rajzai; Ifjúsági, Budapest, 1952
- Az aranypecsét. Regény; Szépirodalmi, Budapest, 1953
- A fekete ember históriája; Ifjúsági, Budapest, 1953
- Csiky Gergely; Művelt Nép, Budapest, 1953 (Nagy magyar írók)
- Útvesztő. Regény; Ifjúsági, Budapest, 1954
- Mátyás király Debrecenben. Történelmi játék; Művelt Nép, Budapest, 1954 (Népszerű drámák)
- A sötétség utolsó órái. Regény; Szépirodalmi, Budapest, 1955
- Az írástudó. Történelmi regény, 1-2.; Szépirodalmi, Budapest, 1956
- Bojár Bálint. Regény; Szépirodalmi, Budapest, 1957
- A milétoszi hajós. Regény; Móra, Budapest, 1957
- Szatírák könyve. Fabulák, humoreszkek, epigrammák; ill. Hegedüs István; Szépirodalmi, Budapest, 1957
- A Kálmánszeghyek. Regény; Szépirodalmi, Budapest, 1958
- A hadvezér. Stromfeld Aurél életéről; Móra, Budapest, 1958
- Előszó a hőskölteményhez. Vergilius ifjúsága; ill. Szlovák György; Móra, Budapest, 1958
- Régi istenek; Szépirodalmi, Budapest, 1959
- A pengő boszorkánytánca. Regény; Szépirodalmi, Budapest, 1959
- Az írnok és a fáraó. Regény; ill. Csillag Vera; Móra, Budapest, 1960
- Szerelem a fűzfák alatt / Sakuntala gyűrűje. Verses mesejátékok. Kínai és ind mondák alapján; ill. Kondor Lajos; Magyar Helikon, Budapest, 1960
- Az idők mélyén. Hangjáték-tetralógia; Magvető, Budapest, 1961
- Összhang és zűrzavar. Versek; Szépirodalmi, Budapest, 1962
- Párhuzamos életrajzok / Két év nagy idő. Elbeszélés / Aszály; Szépirodalmi, Budapest, 1962
- Szent Szilveszter éjszakája; Magvető, Budapest, 1963
- Vasbordájú szentek. Regényes korrajz Oliver Cromwellről és az angol forradalomról; Móra, Budapest, 1963 (Nagy emberek élete)
- Az életművész hagyatéka. Regény; Szépirodalmi, Budapest, 1964
- Az isten és a részegek; utószó Fenyő István; Szépirodalmi, Budapest, 1965 (Olcsó könyvtár)
- Az állam én vagyok. Regény / Dermesztő hidegben. Novella; Szépirodalmi, Budapest, 1965
- Régi szép idők (dráma, 1966)
- A néző művészete, avagy Röpke beszélgetés a színházba járás élményéről; Színháztudományi Intézet, Budapest, 1966 (Százezrek színháza)
- Földönjáró csillagok. Drámai jellemrajzok; Szépirodalmi, Budapest, 1966
- Thézeusz. Verses drámák; ill. Hincz Gyula; Magvető, Budapest, 1967
- Akit vörös grófnak neveztek. Károlyi Mihály élete; Móra, Budapest, 1967 (Nagy emberek élete)
- A végzet sógora; Szépirodalmi, Budapest, 1967
- Kulcsra zárt szobában. Életrajzi regény; Corvina, Budapest, 1969 (Muraközy Jánosról)
- Kettesben a tragédiával. Regény; Szépirodalmi, Budapest, 1969
- A leghuszárabb huszár / Zálogosdi bécsi módra. Történelmi regények; Móra, Budapest, 1969 (Hadik András élete)
- Az a májusi riadó. Hősköltemény prózában; Zrínyi, Budapest, 1969

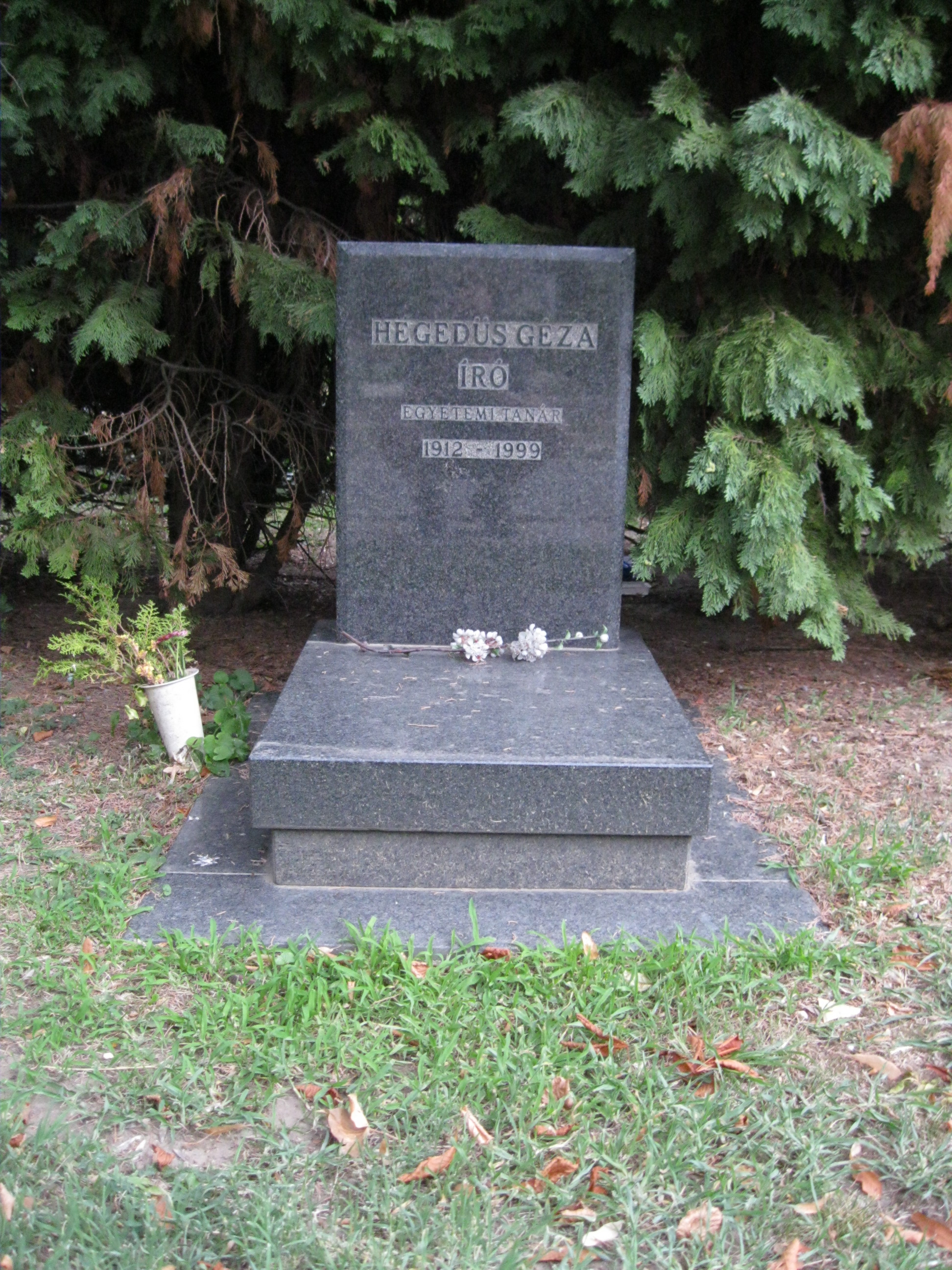
Sírja a Farkasréti temetőben

- Hermész pecsétje; Magvető, Budapest, 1970
- Várj, madár, várj ... Példázat a veszedelmekről; Szépirodalmi, Budapest, 1970
- Palota a hegytetőn / Idegenben / Katonadolog; Athenaeum Ny., Budapest, 1971
- Így élt Dózsa György; Móra, Budapest, 1972 (Így élt...)
- Valló Bonifác történetei; Szépirodalmi, Budapest, 1972
- Versenyt a szelekkel (dráma, 1972)
- Őszi divertimento. 1962–1971; Szépirodalmi, Budapest, 1972 (versek)
- Szenvedélyek. Kisregények; Szépirodalmi, Budapest, 1973
- A menekülő herceg. Regény az ifjú Rákócziról; Móra, Budapest, 1973
- Az egyetlen út / Lovagok a Körös-parton / István. Három regény a magyar állam kialakulásának első évszázadából; Szépirodalmi, Budapest, 1974
- A megalázott Babilon. Történelmi regény; Móra, Budapest, 1974
- Hegedüs Géza–Péter László: Dobsa Lajos emlékezete; Múzeum, Makó, 1974 (A makói múzeum füzetei)
- Európa közepén, 1-4.; Szépirodalmi, Budapest, 1975–1978
  - 1. Útvesztő / Dermesztő hidegben / A sötétség utolsó órái / Bojár Bálint; 1975
  - 2. A pengő boszorkánytánca / Párhuzamos életrajzok / Aszály / Az állam én vagyok / Két év nagy idő; 1976
  - 3. A Kálmánszeghyek / Kettesben a tragédiával; 1977
  - 4. Palota a hegytetőn / Katonadolog / Idegenben / Az életművész hagyatéka; 1978
- A világosság gyermekei. Regény; Szépirodalmi, Budapest, 1979
- A titkosírás titka. Valló Bonifác újabb történetei; Kozmosz Könyvek, Budapest, , 1981
- Négyszemközt a mindenséggel; Szépirodalmi, Budapest, 1981
- Előjátékok egy önéletrajzhoz; Szépirodalmi, Budapest, 1982
- Egy jól nevelt fiatalember felkészül; Szépirodalmi, Budapest, 1984
- A méneskúti családirtás; Kozmosz Könyvek, Budapest, 1985
- Hősök emlékezete. Versek, 1981–1984; Szépirodalmi, Budapest, 1985
- Sötétség és világosság; Szépirodalmi, Budapest, 1986
- A tegnap alkonya; Szépirodalmi, Budapest, 1987 (visszaemlékezések)
- Bordélyház Bizáncban; Népszava, Budapest, 1987 (Kulcs könyvek)
- A néhai bűnöző; Népszava, Budapest, 1988
- Ábrahám regéje. Krónikás ének huszonnégy szakaszban; Magvető, Budapest, 1988
- A visszanyert élet; Szépirodalmi, Budapest, 1989
- Epistulák könyve. Költemények a költészetről; Szépirodalmi, Budapest, 1990
- A Nagy Parázna szemtanúja; Szépirodalmi, Budapest, 1990 (Kentaur könyvek)
- Börtönfalak ábécéje; Népszava, Budapest, 1990
- A szent doktorok tudománya avagy A középkori gondolkodás évezrede; Kozmosz Könyvek, Budapest, 1990 (Az én világom)
- Ágyban szerzett diadal; Gondolat, Budapest, 1990
  - A jóslatok beválhatnak / Egy ágyban szerzett királyság
  - Kihez szólnak az istenek? / A tehetséghez protekció is kell
  - Phrüné / A gyűlölet rombol, a szerelem épít
  - Bordélyház Bizáncban / A világuralom alvilága
- Fontatlanságok. 70 történelmi érdekesség és hiteles pletyka; Trezor, Budapest, 1996
- Géza fia István. A magyarok legelső királya; Seneca, Budapest, 1997
- Szóvarázs. Válogatott költemények, 1940–1997; Trezor, Budapest, 1997
- Mózes, a népvezér; Pannonica, Budapest, 1998 (Pannonica kiskönyvtár)
- A halhatatlan hamisjátékos; szerk. Benczik Mária; Trezor, Budapest, 1999
- Isten jött Thébába. A szerző válogatása életművéből; Trikolor, Budapest, 1999 (Örökségünk)
- Körösparti metropolis. Nagyváradi legendárium; Palatinus, Budapest, 1999 (Várad, villanyváros)
- Vergilius ifjúsága; Holnap, Budapest, 2005
  - (Előszó a hőskölteményhez címen is)
- Szent Szilveszter éjszakája. Történelmi regény; Palatinus, Budapest, 1999
- Szatírák könyve; Jövendő, Budapest, 1999 (Múlt a jövendőben)
- Hét évszázad magyar versei 2. kötet (Helikon, 1966)

### Szakirodalom, műfordítások

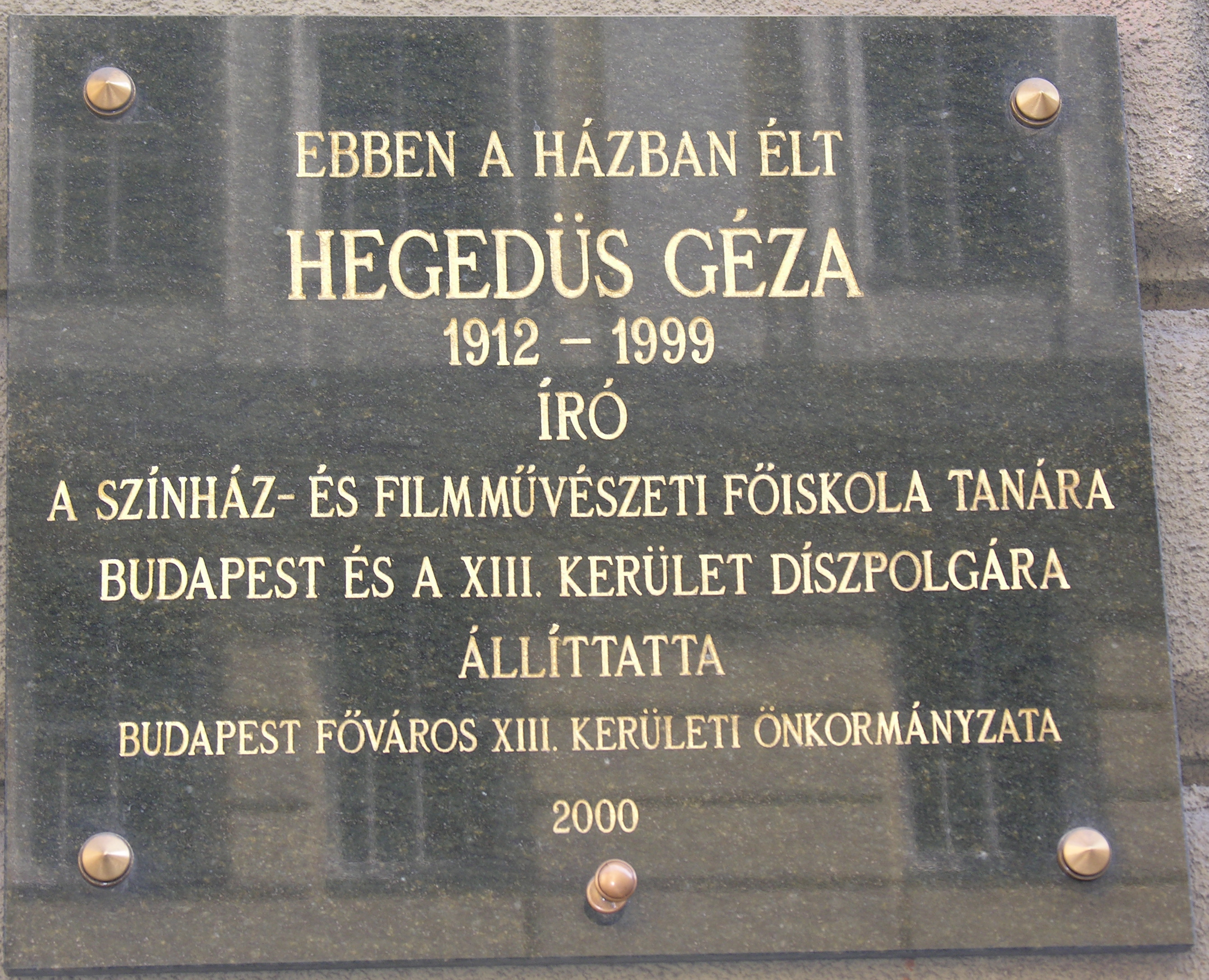
Hegedüs Géza emléktáblája egykori lakhelyén, a Ditrói Mór utca 3. szám alatt

- Anyagi büntetőjog az árpádházi királyok korában; s.n., Budapest, 1935 (Értekezések Eckhart Ferenc Jogtörténeti Szemináriumából)
- A magyar dramaturgia haladó hagyományai; összeáll. Csillag Ilona, Hegedüs Géza, bev. Háy Gyula; Művelt Nép, Budapest, 1953
- A költői mesterség. Bevezetés a magyar verstanba; Móra, Budapest, 1959
- A görög színháztól a szovjet színházig: az európai színjátszás rövid története (1960)
- Byron; Gondolat, Budapest, 1961 (Irodalomtörténeti kiskönyvtár)
- Idegen mezőkön. Válogatott műfordítások; Európa, Budapest, 1961
- Hegedüs Géza–Kónya Judit: A magyar dráma útja; Gondolat, Budapest, 1964
- Filla István–Hegedűs Géza: Történelem. Az ált. isk. 5. oszt. számára; Tankönyvkiadó, Budapest, 1964
- Korona és kard. Magyarország a XI-XIII. században; képvál. Cz. Wilhelmb Gizella; Móra, Budapest, 1965 (Képes történelem)
- A színfalak között; szerk. Hegedüs Géza, Pukánszkyné Kádár Jolán, Staud Géza; Minerva, Budapest, 1967 (Minerva zsebkönyvek)
- A kentaur és az angyal. Esszék a világirodalom, a dramaturgia és az esztétika köréből; Szépirodalmi, Budapest, 1968
- Hegedüs Géza–Kónya Judit: Kecskeének, azaz Két és fél évezred drámatörténete; Gondolat, Budapest, 1969
- A magyar irodalom arcképcsarnoka. Irodalmi portrék száz magyar íróról; Móra, Budapest, 1976
- Évezredek szépprózája. Az európai széppróza klasszikusai; Móra, Budapest, 1976
- G. B. Shaw világa; Európa, Budapest, 1970 (Írók világa)
- Heltai Jenő alkotásai és vallomásai tükrében; Szépirodalmi, Budapest, 1971 (Arcok és vallomások)
- Hegedüs Géza–Kónya Judit: Kalandozás a dramaturgia világában; Gondolat, Budapest, 1973
- Filla István–Hegedűs Géza: Történelem; 11. jav. kiad.; Tankönyvkiadó, Budapest, 1974
- A költői mesterség. Bevezetés a magyar verstanba; 2. átdolg. kiad.; Móra, Budapest, 1978
- Az olvasás gyönyörűsége. Beszélgetések könyvekről, irodalomról, költészetről; Móra, Budapest, 1978
- Arcképvázlatok. Száz magyar író; Móra, Budapest, 1980
- Kalliopé bűvöletében, avagy Az európai verses epika évezredei; Kozmosz Könyvek, Budapest, 1988 (Az én világom)
- Tudniillik tudni illik. Száz fogalomról röviden; Göncöl, Budapest, 1991
- Szent László és városa, 1192–1992; tan. Kolba Judit, Alexandru Săşianu, fotó Hapák József, előszó Tempfli József, Tőkés László, szöveg Ady Endre, Hegedüs Géza, Nagy Endre; Officina Nova, Budapest, 1992
- Az európai gondolkodás évezredei; Trezor, Budapest, 1992
- A magyar irodalom arcképcsarnoka, 1-2.; bőv. kiad.; Trezor, Budapest, 1992
- A szépirodalom műfajai; Trezor, Budapest, 1993
- Világirodalmi arcképcsarnok, 1-2.; Trezor, Budapest, 1994
- Aktuális Aiszkhülosz. Aiszkhülosz két világa avagy A drámatörténet kezdete; Trezor, Budapest, 1995
- Korona és kard. Magyarország a XI-XIII. században; 4. felújított kiad; Móra, Budapest, 1995 (Képes történelem)
- Magyar századok. A magyarság és a magyar kultúra története a honfoglalástól napjainkig; Trezor, Budapest, 1996
- Hegedűs Géza–Kónya Judit: Kecskeének. Két és fél évezred drámatörténete; 2. átdolg., jav. kiad.; Új Mandátum, Budapest, 1999
- https://pestisracok.hu/hegedus-geza-iro-ugynok-bomlasztott-es-jelentett-ma-a-nat-legujabb-nyelvtan-konyveben-reklamozzak/

## Díjai, kitüntetései
- József Attila-díj (1951, 1954, 1975)
- Munka Érdemrend (1955)
- Munka Érdemrend arany fokozata (1972)
- Szocialista Magyarországért (1982)
- Magyar Népköztársaság aranykoszorúval díszített Csillagrendje (1987)
- Művészeti Alap Életmű Díja (1991)
- Fehér Rózsa-díj (1994)
- A Magyar Köztársasági Érdemrend tisztikeresztje (1995)
- Budapest XIII. kerülete díszpolgára[7] (1996)
- Budapest díszpolgára (1997)